# Rodresnock
Der Rodresnock (auch Rödresnock) oder Moschelitzen  ist ein 2310 m ü. A. hoher Berg in den Nockbergen, einem Teil der Gurktaler Alpen in Kärnten in Österreich. Er liegt im östlichen Teil vom Biosphärenpark Nockberge.
Der Gipfel kann in rund drei Stunden vom Falkertsee aus als Bergwanderung erreicht werden. Vom nur wenig niedrigeren Falkert ist der Rodresnock durch eine etwa 150 Meter tiefe Scharte getrennt.
Über den Rodresnock verläuft auch der Salzsteigweg, ein österreichischer Weitwanderweg.